# Romola
Romola was de vierde roman van de Engelse schrijfster George Eliot. Het boek verscheen in veertien afleveringen als feuilleton in het Cornhill Magazine tussen juli 1862 en augustus 1863. Al in juli 1863 werd het gepubliceerd in de voor een victoriaanse roman gebruikelijke drie delen bij de uitgeverij Smith, Elder and Co. 
Romola neemt een aparte plaats in tussen de romans van George Eliot. Het is haar enige roman die niet is gepubliceerd bij William Blackwood & Sons. Het is ook de enige roman van haar hand die eerst in maandelijkse afleveringen in een tijdschrift is gepubliceerd voor hij in boekvorm verscheen. Ten slotte is het haar enige historische roman. Het boek speelt in het vijftiende-eeuwse Florence. De periode van opkomst, regering en val van Girolamo Savonarola vormt de historische achtergrond van het boek.

## Publicatie
In 1860 waren George Eliot en haar partner George Henry Lewes op reis in Italië. In Florence kwam Eliot op het idee een historische roman te schrijven over Savonarola. De volgende twee jaar besteedde ze aan onderzoek naar Savonarola en het Florence van de vijftiende eeuw. Ze onderbrak haar onderzoekswerk alleen voor het schrijven van Silas Marner, tussen november 1860 en maart 1861. Toen dat boek af was, bracht zij met Lewes een tweede bezoek aan Florence.
Intussen werd het paar benaderd door George Smith van de uitgeverij Smith, Elder & Co. Hij bood Lewes het redacteurschap van het door hem uitgegeven Cornhill Magazine aan en Eliot £ 10.000 als ze de roman waaraan ze bezig was in dat blad wilde publiceren. De twee gingen overstag.
Het viel Eliot niet mee om al het materiaal dat ze verzameld had te verwerken in het boek en ze had nog meer moeite om iedere maand eenzelfde hoeveelheid kopij te leveren voor het tijdschrift. Het schrijven verliep langzaam en moeizaam. Bovendien werden de maandelijkse afleveringen lauw ontvangen door het publiek. Eliot trok het zich zo aan dat ze zelf voorstelde het overeengekomen bedrag van £ 10.000 te verlagen tot £ 7.000. Smith leed overigens nog steeds verlies op het project.
Terugkijkend op de roman schreef Eliot: ‘I began Romola  a young woman – I finished it an old woman’ (‘Ik begon Romola als jonge vrouw – ik maakte het af als oude vrouw’). Maar ook: ‘I could swear by every sentence as having been written with my best blood’ (‘Ik kan bij elke zin een eed afleggen dat hij is geschreven met mijn beste bloed’).
Zowel de afleveringen van de roman in het Cornhill Magazine als de eerste editie in boekvorm zijn geïllustreerd door Frederic Leighton.
De eerste uitgave buiten Engeland, maar wel in het Engels, verscheen nog in 1863 in twee delen bij Tauchnitz Verlag in Leipzig.
Romola is onder andere vertaald in het Frans, Duits en Japans. In 1864 verscheen een Nederlandse vertaling door Julius Christiaan van Deventer (1824-1892) bij A. C. Kruseman te Haarlem. In 1872 werd deze vertaling herdrukt in de verzamelde werken, die op de markt werden gebracht door Van Druten & Bleeker in Sneek.

## Samenvatting

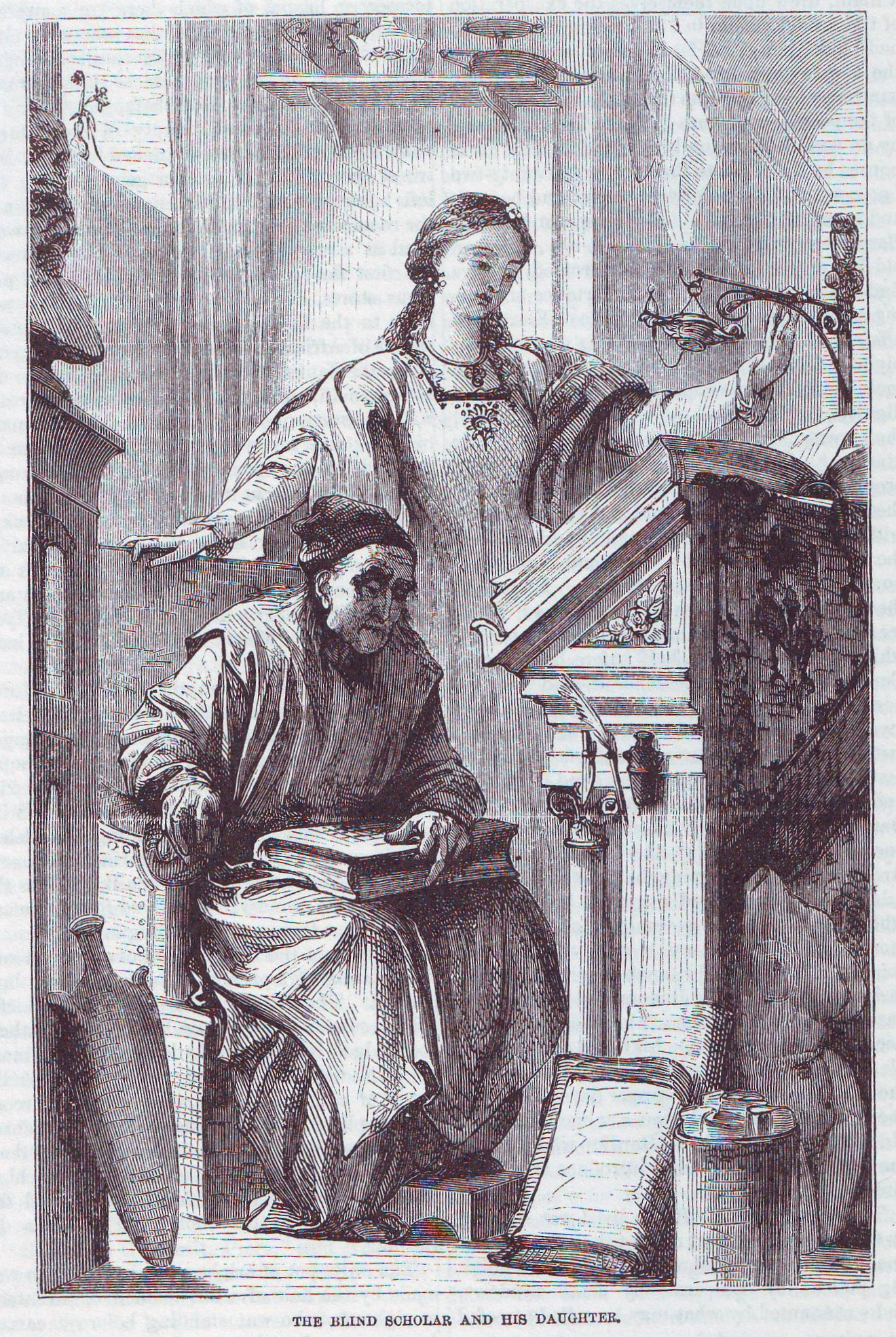
Romola met haar vader Bardo de' Bardi, illustratie van Frederic Leighton

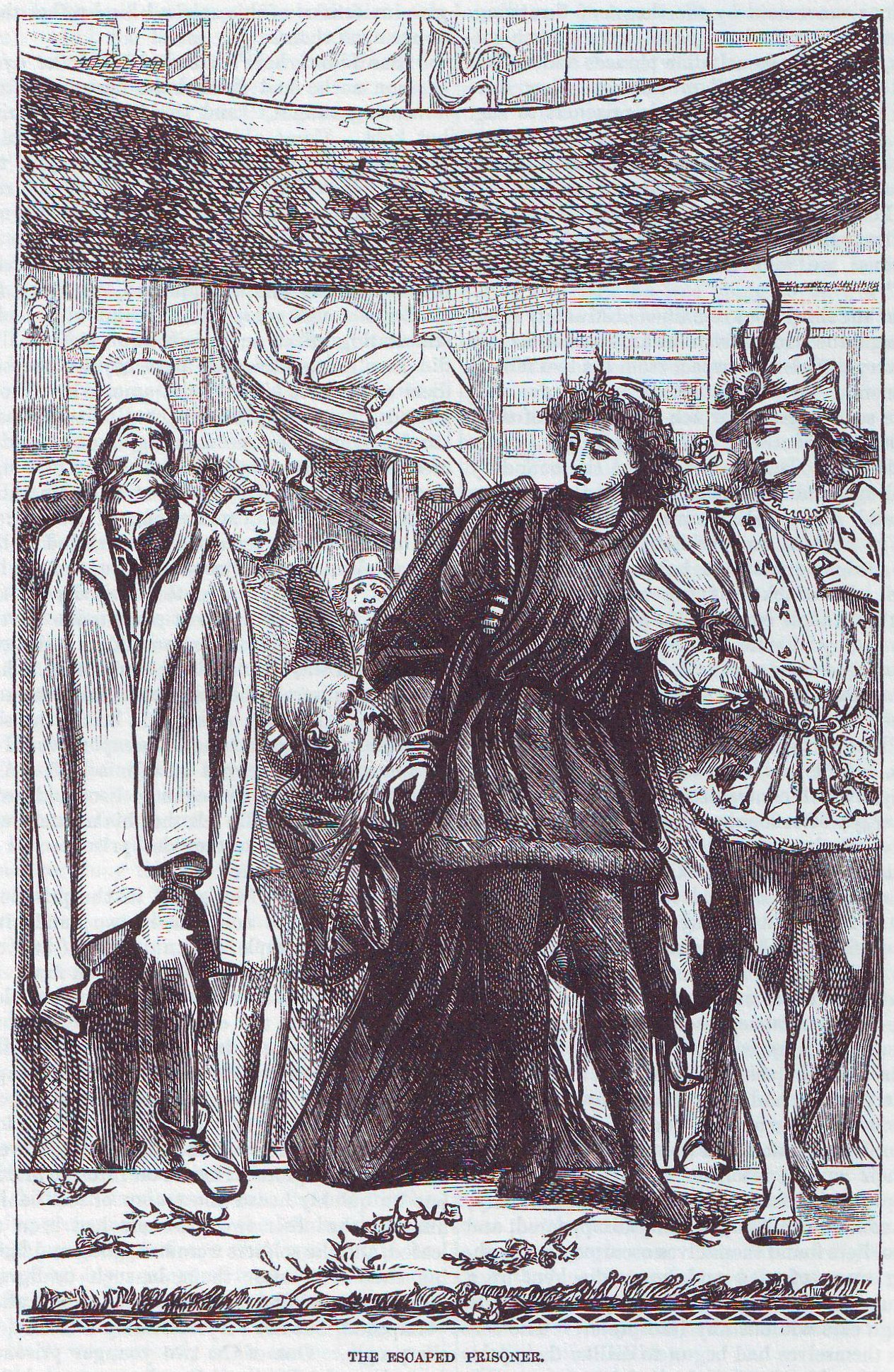
Tito doet het voorkomen of hij zijn adoptiefvader Baldassare Calvo niet herkent, illustratie van Frederic Leighton

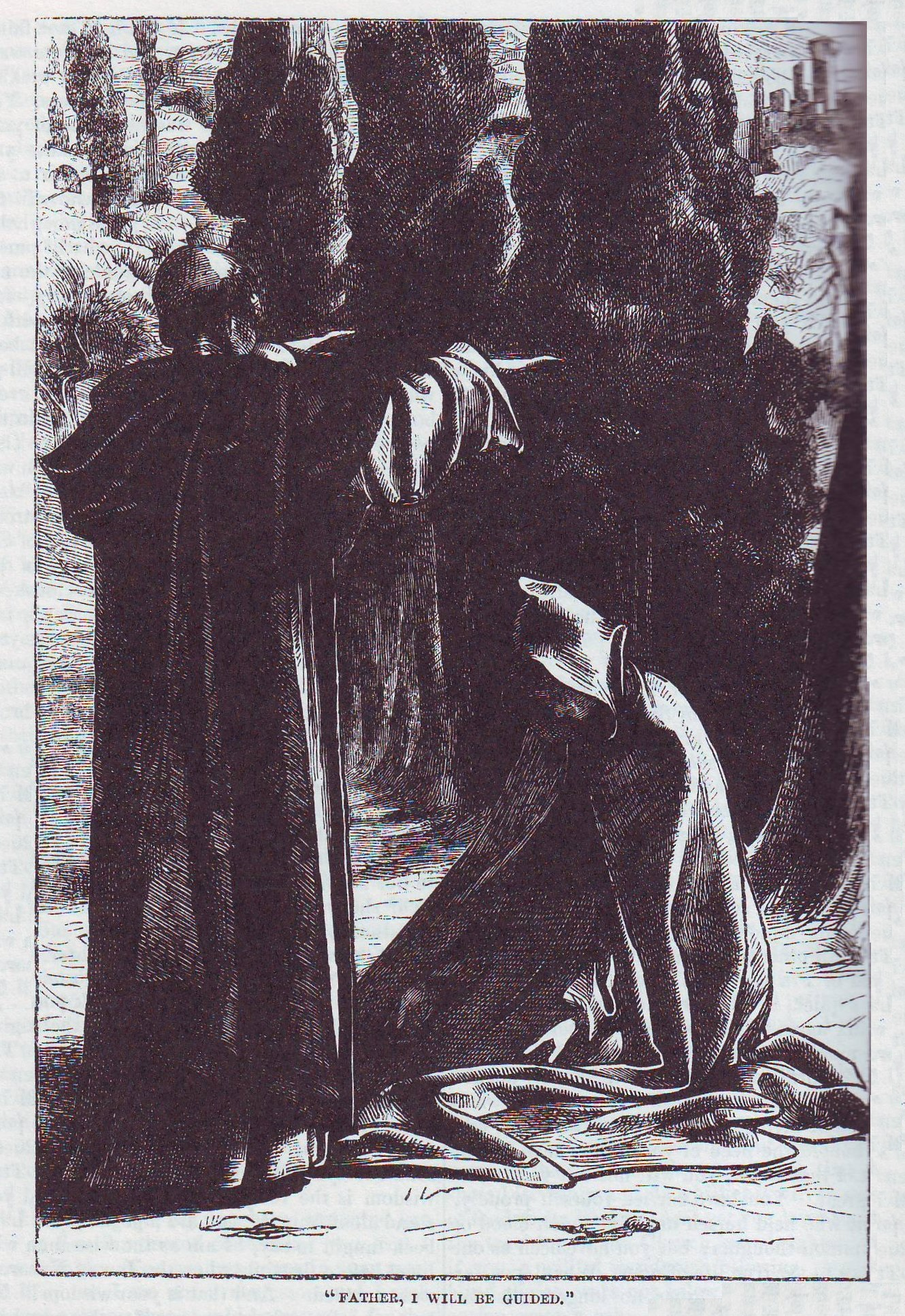
Savonarola beveelt Romola terug te keren naar Florence en haar echtgenoot, illustratie van Frederic Leighton

In Romola treden naast fictieve karakters, zoals de hoofdrolspelers Romola de' Bardi en Tito Melema, ook enkele historische persoonlijkheden op: Girolamo Savonarola, Piero di Cosimo (die veel personages uit het boek schildert), Niccolò Machiavelli (die af en toe cynisch commentaar levert op de gebeurtenissen) en de gonfaloniere Bernardo Del Nero.
De roman begint in 1492. In de Florentijnse Republiek is zojuist Lorenzo I de' Medici overleden. De handelaar Bratti Ferravecchi ontmoet een schipbreukeling, die Tito Melema blijkt te heten. Hij komt van Bari, maar is van Griekse afkomst. Bratti maakt hem wegwijs in Florence. Tito heeft een klassieke opleiding en dat helpt hem aan een baan als assistent van de blinde geleerde Bardo de' Bardi, die zich bezighoudt met de studie van de klassieke schrijvers (maar niets bereikt, omdat hij zichzelf daarbij geen beperkingen oplegt). Tito leert ook andere Florentijnen kennen, zoals de barbier Nello en het naïeve meisje Tessa, dochter van een marktkoopvrouw. Hij krijgt al spoedig een relatie met Tessa, wat hem niet verhindert zijn liefde te verklaren aan Romola, de dochter van Bardo. Een kermisgast verbindt Tito en Tessa in de echt. Het is een grap, maar Tessa neemt het serieus.
Tito hoort van Fra Luca, een Dominicaner monnik, dat zijn adoptiefvader Baldassarre Calvo in handen van slavenhandelaars is gevallen en hulp nodig heeft om hem vrij te kopen. Tito weegt zijn plichten als adoptiefzoon af tegen zijn vooruitzichten in Florence en besluit geen poging te doen om zijn vader te redden. Later hoort hij dat Fra Luca eigenlijk Dino de' Bardi is, de broer van Romola, die vervreemd is van zijn familie. Fra Luca is ongeneselijk ziek en laat weten dat hij Romola nog eenmaal wil zien voor hij sterft. Hij vertelt haar dat hij in een visioen heeft gezien dat ze op het punt staat te trouwen met een geheimzinnige vreemdeling die haar en haar vader veel verdriet zal doen. Dan sterft hij. Savonarola, de prior van het klooster, die bij het gesprek aanwezig is, geeft haar het crucifix van haar broer mee.
Tito neemt het visioen niet serieus en weet Romola te overtuigen. Hij verlooft zich met Romola en trouwt haar als hij terugkomt van een kort verblijf in Rome.
In 1494, anderhalf jaar na het huwelijk, preekt Savonarola over het uitbannen van weelde en corruptie uit de Rooms-Katholieke Kerk en de stad en de vestiging van een nieuwe, sobere republikeinse regering. Piero di Lorenzo de' Medici, de zoon en opvolger van Lorenzo,  wordt afgezet en verbannen, uit woede om zijn capitulatie voor de invasiemacht van de Franse koning Karel VIII. Tito, nu een gewaardeerd lid van de Florentijnse gemeenschap, maakt deel uit van het ontvangstcomité voor de Fransen. Als de Fransen in de stad zijn, ontmoet hij een ontsnapte gevangene, die niemand minder blijkt te zijn dan zijn adoptiefvader Baldassarre Calvo. Tito doet net of hij hem niet kent en noemt hem een krankzinnige. Baldassarre vlucht de Duomo binnen, waar hij een beroep kan doen op het asielrecht. Hij zweert wraak te zullen nemen op zijn verraderlijke adoptiefzoon. Tito intussen is bang geworden. Hij verkoopt de bibliotheek van zijn kort geleden gestorven schoonvader Bardo de' Bardi om geld bij elkaar te krijgen waarmee hij in geval van nood Florence kan verlaten. Romola begrijpt ineens dat haar man een gewetenloze opportunist is. Ze probeert in het geheim Florence te verlaten, maar Savonarola houdt haar tegen en overtuigt haar dat ze zich niet mag onttrekken aan haar plichten tegenover haar man en haar stad. Niettemin is de liefde tussen Romola en Tito voorbij.
Vanaf 1494 regeert Savonarola als een dictator. Florence wordt in die tijd geteisterd door opstanden, oorlog en hongersnood. Fanatieke aanhangers van Savonarola keren zich tegen iedere vorm van luxe, wat uiteindelijk uitloopt op het Vreugdevuur van de ijdelheden op de Vastenavond van 1497, als talloze kostbaarheden, kunstwerken en boeken in het vuur worden gegooid. De Liga van Venetië trekt ten strijde tegen de Franse koning en diens bondgenoot Florence. Niet alleen heerst er hongersnood in Florence, er breken ook besmettelijke ziekten uit. Romola, inmiddels een aanhanger van Savonarola geworden, probeert de armen en de zieken zo veel mogelijk te helpen. Ondertussen houdt Tito zich bezig met politieke intriges en speelt hij facties tegen elkaar uit. Hij heeft een paar aanslagen door Baldassarre overleefd. Hij onderhoudt nog altijd een geheim tweede huwelijk met Tessa, bij wie hij twee kinderen heeft. Romola en hij staan nu vijandig tegenover elkaar en spreken elkaar nauwelijks meer. Baldassarre komt achter het bestaan van Tessa en weet contact met haar te leggen. Hij zoekt ook Romola op, vertelt haar wat hij weet van de plannen van Tito en diens geheime huwelijk, en brengt Romola in contact met Tessa.
Savonarola wordt steeds openlijker uitgedaagd en reageert met repressie. Vijf aanhangers van de familie de' Medici worden ter dood veroordeeld, mede op instigatie van Tito. Onder hen is Romola’s peetvader Bernardo del Nero. Romola zoekt Savonarola op en probeert hem te bewegen tot clementie, maar hij weigert. De vijf worden onthoofd. Romola’s geloof in Savonarola is geschokt. Ze verlaat de stad, deze maal ongehinderd. Florence staat inmiddels onder zware druk van de paus om Savonarola af te zetten. Een volksopstand maakt in 1498 een einde aan zijn macht. Als hij onder arrest staat, keert de meute zich tegen de politieke elite van de stad. Tito wordt achtervolgd, maar redt zich door in de rivier Arno te springen. Als hij uit de rivier komt, duikt ineens Baldassarre op. Hij wurgt Tito en bezwijkt daarna zelf ook.
Romola gaat naar de kust, waar ze in een bootje de zee op gaat en het overlaat aan de elementen in de hoop op zee in eenzaamheid te sterven. De stroming zet haar echter aan land bij een klein dorpje waar de pest heerst. Romola ontwaakt uit haar lethargie en gaat aan de slag om de overlevenden te helpen. Ze beseft dat ze toch een doel heeft in dit leven en als de pestepidemie voorbij is, keert ze terug naar Florence. Daar wordt Savonarola schuldig bevonden aan ketterij en eerst opgehangen en daarna verbrand. Romola trekt in bij haar nicht Monna Brigida en neemt Tessa en de twee kinderen in huis.

## Literaire reputatie
In termen van verkoopcijfers was Romola een mislukking. Het Cornhill Magazine verkocht niet beter dankzij het feuilleton en van het boek waren na een jaar nog maar 1700 exemplaren verkocht. Ter vergelijking: van The Mill on the Floss waren binnen vier dagen al 4600 exemplaren verkocht.
Het boek is altijd haar minst populaire roman gebleven. Een van de redenen was misschien dat de sfeer van het Engelse platteland in het begin van de negentiende eeuw, die haar andere romans oproepen, zo totaal anders is dan de sfeer van het vijftiende-eeuwse Florence. Romola is zo compleet anders dat veel lezers wel teleurgesteld moeten zijn geweest. Dat veronderstelde althans Felicia Bonaparte in haar boek The Triptych and the Cross: The Central Myths of George Eliot's Poetic Imagination. Jaqueline Bohn Donada valt haar bij in haar proefschrift ‘The Tree that Bears a Million of Blossoms’: A Revaluation of George Eliot’s Romola.
Veel critici zijn het er ook over eens dat de uitgebreide studie die voorafging aan het schrijven van de roman, afbreuk doet aan het boek. De vrees daarvoor uitte George Lewes al tijdens het bezoek aan Florence in 1861, toen hij haar voorhield dat verbeeldingskracht, en niet diepgaande studie, de karakters tot leven brengt. Anthony Trollope waarschuwde Eliot na het lezen van de eerste aflevering dat ze beter ‘niet te hoog boven de hoofden van haar lezers kon mikken.’ Het boek zit vol met kleine feitjes over het leven in Savonarola’s Florence en de schrijfster vond het nodig een aantal daarvan nog eens in voetnoten toe te lichten. Bovendien is haar taalgebruik vaak bewust (of gewild...) archaïsch en probeert ze Italiaanse zinswendingen soms letterlijk in het Engels weer te geven. Rohan Maitzen geeft als voorbeeld Nello’s begroeting: ‘You come as opportunely as cheese on macaroni’ (‘Je komt zo gelegen als kaas op macaroni’).
Toch heeft het boek zeker verdedigers. Henry James vond het haar beste roman, maar met de restrictie ‘that on the whole I think it is decidedly the most important, – not the most entertaining nor the most readable, but the one in which the largest things are attempted and grasped’ (‘dat het alles bij elkaar beslist het meest belangrijke [werk] is – niet het meest onderhoudende en ook niet het meest leesbare, maar dat waarin de grootste zaken worden geprobeerd en gerealiseerd’). Net als James vond Maitzen Savonarola (die puurheid en eenvoud zoekt, maar tekortschiet omdat hij liefdeloos is) en Tito de meest geslaagde karakters in de roman. Vooral de gestage ontwikkeling van Tito, die in het begin de sympathie van de lezer heeft, tot een gewetenloze intrigant wekt bewondering.
Leslie Stephen had gemengde gevoelens over het boek. Hij bewonderde het, maar vond aan de andere kant dat Eliot haar talenten verspilde aan de beschrijving van zaken die niets toevoegen aan de intrige van de roman en zelfs de lezer afschrikken. Maar: ‘If we can put aside the historical paraphernalia, forget the dates and the historical Savonarola and Machiavelli, there remains a singularly powerful representation of an interesting spiritual history’ (Als we afzien van de geschiedkundige parafernalia, de datums en de historische Savonarola en Machiavelli, blijft een uitzonderlijk krachtige weergave van een interessante geestelijke ontwikkeling over’). Stephen doelt op de ontwikkeling die het karakter van Romola doormaakt terwijl ze in botsing komt met andere karakters die veruit inferieur aan haar zijn, en haar weg probeert te vinden tussen ideologieën die allemaal een mengeling zijn van waarheid en bedrog.
De Nederlander Conrad Busken Huet wijdde in deel 8 van zijn Litterarische Fantasien en Kritieken een lovende recensie aan Romola en Middlemarch, waarin hij een vertaling van eigen hand van een hoofdstuk uit Romola opnam.

## Verfilming
In 1924 werd naar aanleiding van de roman een stomme film met dezelfde titel gemaakt met Lillian Gish, William Powell, Ronald Colman en Dorothy Gish in de hoofdrollen. De regisseur was Henry King.